# ティブルのシビュラ

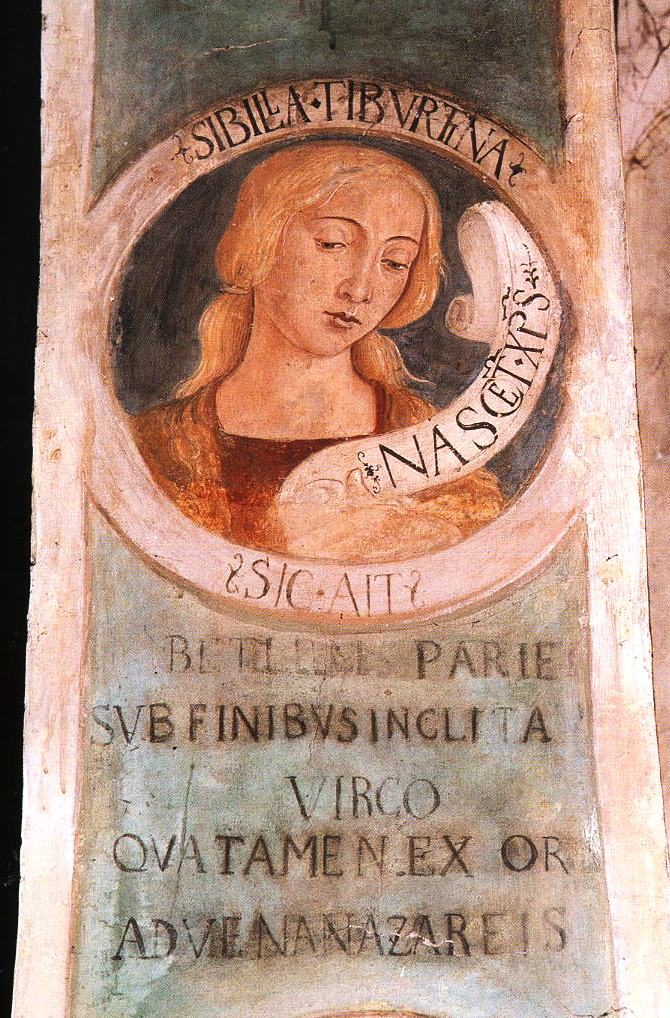
ティーヴォリのサン・ジョヴァンニ・エヴァンジェリスタ聖堂に描かれたティブルのシビュラ

ティブルのシビュラ（Tiburtina Sibylla） は、伝説上のシビュラの一人であり、その人物に仮託された予言書の仮題でもある。シビュラとは古代の巫女、女預言者のことであり、伝説上、10人いたとされるシビュラのうち、ティブルのシビュラはその名のとおり、ティブル （現ティヴォリ）にいたとされる。彼女の予言をまとめたとされる書物は正式名を持たないので、『ティブルのシビュラ』あるいは『ティブルのシビュラの託宣』などと呼ばれることもある。ただし、伝説的な予言書である『シビュラの書』や、キリスト教において新約外典などに分類される『シビュラの託宣』とは、まったく別の文書である。もちろん、その作品は古代の権威ある巫女に仮託した偽書であって、「ティブルのシビュラ」は真の著者を指すものではない。オリジナルは4世紀に成立したと考えられているが、真の著者がどのような人物なのかは特定されていない。
ギリシア語版とラテン語版の2系統が伝わっている。もとは同一の底本から派生したと考えられており、基本的な骨格は一致するが、後代の加筆・改変の結果として、その内容にはかなりの差がある。ギリシア語版については、『バールベックの託宣』という別名を与えている研究者もいる。

## 成立
『ティブルのシビュラ』の現存する写本はいずれも11世紀以降のものであり、正確な成立経緯が確定しているとは言いがたいが、ポール・アレクサンダーの推論などを軸に組み立てると、以下のようになる。
まず、4世紀に原本が（おそらくギリシア語で）成立した。根拠となるのは、いくつかの写本に見られるコンスタンティノポリスへの言及で、それが帝都の地位にある期間が60年とされていることにある。コンスタンティノポリスが首都となったのは324年のことで、それから60年以内（つまり、この予言の外れが確定する前）に作成されたと考えられるのである。
その直後、現在のラテン語版の祖型となるラテン語訳が作成された。このバージョンではシビュラが託宣を下した場所がアウェンティヌムの丘になっているが、もとはカピトリヌスの丘が舞台であったろうと考えられている。というのは、カピトリヌスは古来、ユピテル神殿でその名が知られていた丘であるのに対し、アウェンティヌムの丘は4世紀にはキリスト教聖堂などが建てられていたからである。つまり、こうした改変には若干のキリスト教化が意図されていたものと考えられている。この後、10世紀から11世紀にかけて大幅な加筆が行われ、いくつかのバージョンが成立した。

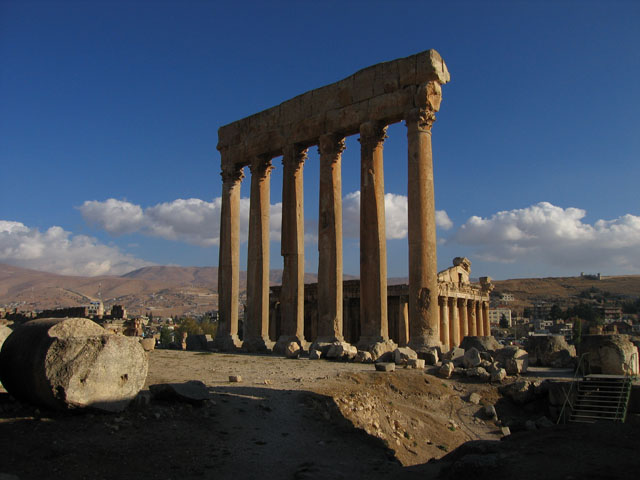
バールベックに残る神殿の列柱

他方、現在伝わるギリシア語版の祖型は6世紀初頭にレバノンのバールベックで作成されたらしい。時期と場所は、その内容からの推定である。まず、ラテン語版に比べると、舞台がカピトリヌスの丘とされるなどの古い要素を残しつつも、事後予言部分に大幅な加筆が見られる。その最も新しい情報が「アナスタシオス」、すなわち東ローマ帝国のアナスタシオス1世（在位491年 - 518年）であり、彼が戦った対ペルシア戦争を読み取れることも時期を絞る上でのヒントになる。また、世界で最も大きい神殿や関連する地名への言及などから、バールベックの巨大神殿および周辺地域への土地勘があると推測されている。ポール・アレクサンダーが命名した『バールベックの託宣』の異名は、こうした推測に裏付けられたものであり、彼は502年から506年の間に、バールベックないしその近郊で成立したと位置づけた。
その後、アラビア語版や中世のフランス語版の写本が作成されており、現在までに発見されている。

## 内容
その内容は、プリアモス王の息女にあたる美貌のシビュラ「ティブルティナ」もしくは「アルブネア」が語った予言について、第三者が叙述したものとなっている。彼女がトラヤヌス帝（在位98年 - 117年）の治世にローマに招かれ、アウェンティヌムの丘で夢解釈を行なった。その解釈の対象となった夢は100人の元老院議員たちがある晩一斉に見たというもので、異なる特色を備えた9つの太陽が出てくる夢だった。シビュラはその夢を9つの時代を象徴したものと解釈し、それぞれの時代について述べた。第8の時代まではいわゆる事後予言を描写したものであり、第4の世代としてキリストの降誕などについても語られている。
第9の世代は非常に長いが、明らかに事後予言が大幅に加増されている。4世紀のローマ皇帝コンスタンス1世と思しきCという名の王をはじめ、歴代の君主たちが頭文字で描写され、詳細に語られている。幾らか不明瞭な点があるものの、サリクス族のEという王が11世紀初頭の神聖ローマ皇帝ハインリヒ2世 （ハインリヒのラテン語名は Henricus で、ここではHが省かれている） であろうところまでは、おおむね歴史上の君主に対応させられている。それを継ぐ王 （頭文字が与えられていない） はおそらくコンラート2世とされるが、その描写には終末的様相が混じりこんでいため、多少の疑問もある。その後はやや不明瞭な描写や、再び頭文字を使った諸王の描写が挿入されてはいるものの、おおむね現実から離れ、終末へ至る様相が語られている。　
人間の中で最後に君臨するのが名君「コンスタンス」である。彼はギリシアとローマを112年間に渡って統治し、豊穣の時代を実現する。そして、ユダヤ人をすべて改宗させ、神の敵であるゴグとマゴグをも撃破したあとにエルサレムでその帝位を神に返上する。しかし、コンスタンスが去ることで、人々を惑わせていた反キリストが世界を荒廃させ、エルサレムで王として君臨する。彼は神から遣わされたエノクとエリヤを殺害し、キリスト教徒たちに対する大迫害を行うが、大天使ミカエルによって打倒され、最後の審判へと到る。
以上のような筋立てを持つ『ティブルのシビュラ』が予言的言説の伝統において持つ意義は、「世界最終皇帝」のイメージを初めて打ち出したことにある。本来、「名君コンスタンス」の描写はニカイア信条を支持していたコンスタンス1世の時代に生み出されたものだとされる。本当に4世紀のオリジナルの時点で「世界最終皇帝」のモチーフが描写されていたかには議論があるものの、事実ならば、偽メトディウス（7世紀）よりも古い、「世界最終皇帝」に関する最古の予言ということになる。

## 校訂版と翻訳
1898年にエルンスト・ザックル (de:Ernst Sackur)がラテン語版の校訂版を刊行した。プロヴァンス大学のカロジたちのフランス語訳（1999年）や、埼玉大学教授の伊藤博明の日本語訳（2009年）は、いずれもザックルを底本としている。伊藤の日本語訳は、一部が省略されるなどしているものの、ほぼ全訳といえるものである。
ギリシア語版は1949年に初めてその存在が明らかになり、その校訂版はポール・アレクサンダーによって刊行された（1967年）。